# Піддубне (Правдинський район)
Піддубне (рос. Поддубное) — селище Правдинського району, Калінінградської області Росії. Входить до складу Домновського сільського поселення.
Населення —  70 осіб (2015 рік). 

## Населення
| 2002 | 2010 |
| ---- | ---- |
| 94   | ↘70  |